# 캐런 마루야마
캐런 마루야마(영어: Karen  Maruyama, 영어 발음: /ˈkærən/, 1958년 5월 29일 ~ )는 미국의 배우, 성우이다. 일본계로 드라마와 애니메이션에서 단역을 연기했다.